# Northview Golf & Country Club
De Northview Golf & Country Club is een golfclub en een countryclub in Canada. De club werd opgericht in 1994 en bevindt zich in Surrey, Brits-Columbia. De club beschikt over een 36-holes golfbaan, waarvan twee 18-holes: de "Ridge Course" en de "Canal Course". Beide golfbanen werden ontworpen door de golfbaanarchitect Arnold Palmer.

## Golftoernooien
Voor het golftoernooi voor de heren en de dames wordt er gespeeld op de "Ridge"-baan. De lengte van de baan voor de heren is 5920 m met een par van 71. De course rating is 70,5 en de slope rating is 132.
Ridge Course
- Greater Vancouver Open: 1996-1998
- Air Canada Championship: 1999-2002